# سيبيوني ديل فيرو
سيبيوني ديل فيرو (بالإيطالية: Scipione del Ferro)‏ هو عالم رياضيات إيطالي وهو أول من اكتشف طريقة لحل المعادلة التكعيبية المختزلة. 

## حياته
ولد سيبيوني ديل فيرو في بولونيا لفلوريانو وفيليبا فيرو
من المرجح أنه درس في جامعة بولونيا، حيث كان محاضراً هناك في الحساب والهندسة في 1496. وفي خلال سنواته الاخيرة

## حل المعادلة التكعيبية
كان علماء الرياضيات المعاصرون لفيرو يعلمون أنه من الممكن اختزال المعادلة التكعيبية العامة إلى واحدة من حالتين تسميان معادله تكعيبية مخفَّضة، لأى أعداد موجبه {\displaystyle p} ، {\displaystyle q} ، {\displaystyle x} هما:
{\displaystyle ,x^{3}+px=q\,}
{\displaystyle .x^{3}=px+q\,}
الحد {\displaystyle x^{2}} يمكن دائماً إزالته بوضع {\displaystyle x=x'+a} لثابته مناسبه {\displaystyle a}.